# POISON 〜言いたい事も言えないこんな世の中は〜
「POISON 〜言いたい事も言えないこんな世の中は〜」（ポイズン：いいたいこともいえないこんなよのなかは）は反町隆史4枚目のシングル。1998年7月29日発売。発売元はマーキュリー・ミュージックエンタテインメント。

## 解説
反町隆史1998年主演のフジテレビ系ドラマ『GTO』主題歌。リーフレット・ミニカード特典封入。
翌1999年、映画版主題歌として「POISON movie mix」が発売。
本楽曲はヒット（オリコン集計で累計売上27万枚）したが、poisonは毒の意味を持つため、同年に和歌山県で発生した無差別殺傷の影響で、反町は同年、紅白歌合戦の出場者に選ばれなかった。
2020年、Amazonプライム・ビデオ配信ドラマ『湘南純愛組!』挿入歌で再び起用。
ガンバレ☆プロレス所属のプロレスラー・今成夢人、総合格闘家の上田将年が入場曲として使用。
2010年代末ごろから「本楽曲を聴かせると赤ちゃんが泣き止む」というインターネット・ミームが広まり、子守唄の代用として使われている。
2021年7月3日、所属事務所・研音の公式YouTubeチャンネルにて検証動画を配信。日本音響研究所の鈴木所長によると、イントロのギターが赤ちゃんの興味を引きやすく、反町の低い響きの声で赤ちゃんが落ち着くと分析している。あくまで偶然の産物であると評価しており、日本語がわからない外国人の子供でも効果があったと立証されている。反町隆史本人は「再評価されて光栄。自分の上の娘は夜泣きがひどく、当時これを知っていたらもっと楽に子育てができたのに」と語っている。
2024年4月1日放送のカンテレ・フジテレビ開局65周年特別ドラマ『GTOリバイバル』主題歌として、ロックバンドBLUE ENCOUNTがリバイバル・アレンジ版を制作し、フィーチャリング・ボーカルとして反町が参加。2024年3月1日に、BLUE ENCOUNT × Takashi Sorimachi「POISON」として配信リリースされた。また26日にはドラマの映像を使用したミュージック・ビデオが、4月1日にはBLUE ENCOUNTと反町のリハーサルシーンを収めた「POISON グレートなリハーサルビデオ」が、BLUE ENCOUNT公式YouTubeチャンネルで公開された。
2024年7月24日には、音楽プロデューサーのマット・キャブがBLUE ENCOUNTと反町隆史のリメイク版音源を用いて制作したオフィシャル・ヒップホップ・アレンジバージョン「POISON 2024」が配信リリースされた。
2025年3月26日、ユニバーサル ミュージックより、デビューシングル「Forever」との2枚同時発売で、初の7インチ・アナログ盤をリリース。「POISON ～言いたい事も言えないこんな世の中は～」「If you love me, don't forget me.」の2曲を、A面・B面に各1曲ずつ収録。

## 収録曲
| 全作詞: 反町隆史。 |                                                    |           |            |      |
| #                  | タイトル                                           | 作詞      | 作曲       | 時間 |
| 1.                 | 「POISON 〜言いたい事も言えないこんな世の中は〜」  | 反町隆史  | 井上慎二郎 | 4:05 |
| 2.                 | 「If you love me, don't forget me.」               | 反町隆史  | 花田裕之   | 4:42 |
| 3.                 | 「POISON」(Instrumental)                           | 反町隆史  |            | 4:05 |
| 4.                 | 「If you love me, don't forget me.」(Instrumental) | 反町隆史  |            | 4:42 |
| 合計時間:          | 合計時間:                                          | 合計時間: | 17:34      |      |

## 収録アルバム
- サントラ「「G.T.O.」オリジナル・サウンドトラック」（1998年8月20日）
- オリジナル「HIGH LIFE」（1998年9月18日）
- ベスト「BEST OF MY TIME〜1999」（2000年3月29日）
- オムニバス「DraMania」（2004年6月23日）
- ベスト「BEST of BEST」（2006年6月7日）
- オムニバス「ヤンキートランス-走死走愛-」（2007年6月21日）
- オムニバス「J-ポッパー伝説[DJ 和 in No.1 J-POP MIX]」（2008年3月26日）
- オムニバス「クライマックス・ラヴストーリー 〜第1章〜」（2012年8月22日）